# Iosefo Masi
Iosefo Masi (9 mei 1998) is een Fijisch rugbyspeler.

## Carrière
Masi won met de ploeg van Fiji tijdens de Olympische Zomerspelen van Tokio de gouden medaille. Masi scoorde een try in de wedstrijd tegen Japan.

## Erelijst

### Met Fiji
- Olympische Zomerspelen:  2021